# Dunaszentgyörgy
Dunaszentgyörgy is een plaats (község) en gemeente in het Hongaarse comitaat Tolna. Dunaszentgyörgy telt 2690 inwoners (2001).